# Onyx Grand Prix
Onyx Grand Prix fue un equipo y constructor británico de automovilismo. En Fórmula 1, compitió en dos temporadas, donde logró un podio y seis puntos.

## Historia
Fundado a principios en 1979 por Mike Earle y Greg Field con base en una fábrica en Littlehampton para participar en Fórmula 2. Bien relacionados con March, tuvieron un par de intentos fracasados de entrar en Fórmula 1, uno de los cuales involucraba al novato italiano Riccardo Paletti. En junio de 1982 Paletti se accidentó en un Osella durante el Gran Premio de Canadá muriendo a causa de las heridas, tras lo cual Field se retiró vendiendo su parte a Jo Chamberlain. ORE continuó en Fórmula 2 y tras su desaparición, en Fórmula 3000, siempre de la mano de March. En 1988 la temporada fue un fracaso debido a que el March 88B no era competitivo.

### Fórmula 1

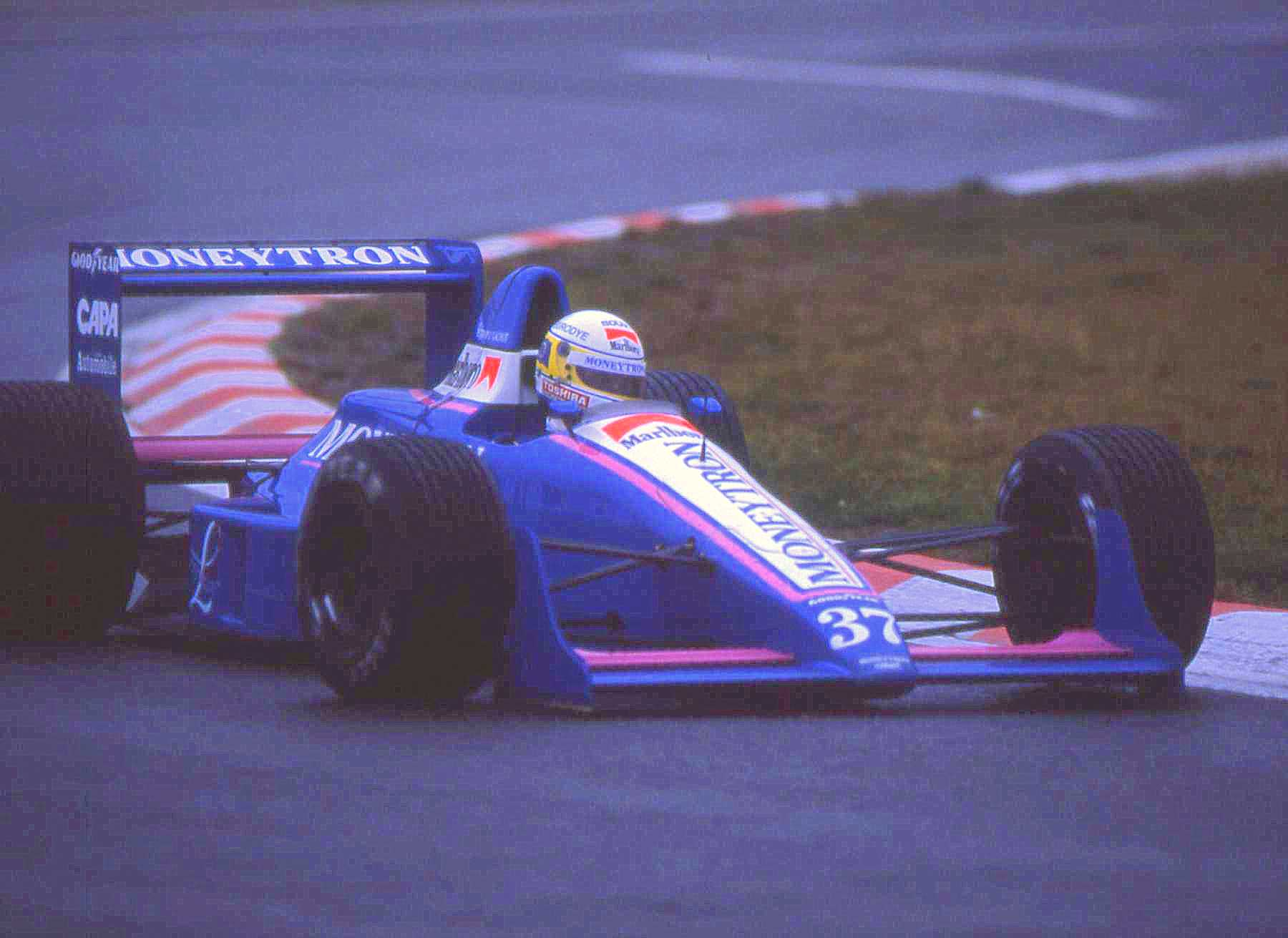
Bertrand Gachot en el GP de Bélgica de 1989, conduciendo el ORE-1.

Para entonces, decidieron dar el salto a Fórmula 1, contrando a Alan Jenkins para diseñar el ORE1 sobre un motor Ford. La mayoría accionaria pasó a Paul Shakespeare y consiguieron patrocinio de Marlboro y de Moneytron, la compañía de inversiones del excéntrico multimillonario belga Jean-Pierre van Rossem. Se contrataron como pilotos al experimentado sueco Stefan Johansson y al novato Bertrand Gachot. El equipo se mudó a unas grandes instalaciones en Westergate House y Field regresó como administrador del equipo.
Al iniciar la temporada 1989 el equipo ingresó a Fórmula 1, teniendo que participar en las precalificaciones, pero Johansson logró terminar quinto y obtener dos puntos en GP de Francia y alcanzó el podio con un tercer puesto y cuatro puntos en el Gran Premio de Portugal. El equipo quedó décimo en el mundial con 6 puntos.
Aunque su desempeño en pista era rescatable y en buena medida exitoso, el equipo tenía problemas. Van Rossem había comprado la parte de Shakespeare y empezó a imponer su voluntad. Despidió a Gachot por criticar al equipo, reemplazándolo con J. J. Lehto, lo cual provocó la renuncia de Field. Durante el invierno, los problemas de Earle y Chamberlain con Van Rossem los condujeron a vender su parte y salir del equipo, que quedó a cargo de Jenkins. Van Rossem trató de conseguir los motores V12 de Porsche (lo cual era imposible ya que la marca alemana se asoció exclusivamente con Footwork para 1991) o los motores Honda V10. Van Rossem puso el equipo en venta. Van Rossem se destacaba por su extravagancia en el paddock y sus declaraciones polémicas, en las cuales acusó al entonces presidente de la FISA Jean-Marie Balestre de ser nazi (Balestre formó parte de organizaciones pronazis en Francia antes de la Segunda Guerra Mundial) y a Bernie Ecclestone de ser un jefe mafioso, provocando la ira de las dos personas más poderosas de la Fórmula 1. Poco después Ecclestone prohibió a Van Rossem de aparecer en cualquier Gran Premio.
Tras un breve período en propiedad del japonés Middlebridge Group, el equipo fue adquirido por el otro excéntrico millonario, el financista y expiloto suizo Peter Monteverdi.
Su segunda temporada en 1990 fue considerablemente caótica y con varios errores de organización. Earle regresó brevemente, pero se fue cuando Monteverdi empezó a reducir costos despidiendo a gran parte del personal. Jenkins fue despedido y Johansson fue reemplazado tras dos carreras por el novato suizo Gregor Foitek (su padre Karl Foitek compró el 25% del equipo para que su hijo corriese en el equipo).
Monteverdi pretendía mudar el equipo a Suiza, pero una demanda de Johansson junto con Jenkins se lo impidió. Utilizando el ORE1B, una revisión del chasis de la temporada anterior desde la tercera carrera, el equipo sufrió debido a la inexperiencia de su personal técnico que llegó a montar un diferencial al revés y hasta tomar llantas de la colección de autos deportivos de Monteverdi. El auto era poco competitivo y poco confiable. Pocas veces llegó a la parrilla de arrancada y no obtuvo puntos. Foitek iba sexto en Mónaco pero una colisión con otro rival acabó séptimo lo que hubiese sido el mejor resultado del equipo. En julio finalmente se mudaron a Suiza y el equipo fue renombrado como Monteverdi, pero debido a las dificultades financieras Debido a que Karl Foitek retiró su financiación al ver las precarias condiciones en mantienen en los autos. En agosto, luego del GP de Hungría el equipo cerró.
Earle luego fundó el equipo Arena para correr automóviles de Honda en el Campeonato Británico de Turismos.
En resumen, Onyx participó en 26 Grandes Premios, logrando clasificarse en 17 de ellos. Obtuvo 1 podio con Stefan Johansson y acumuló 6 puntos del campeonato.

## Resultados

### Fórmula 1
(Clave) (negrita indica pole position) (cursiva indica vuelta rápida)

| Año         | Chasis       | Motor       | Neu. | N.º | Pilotos          | 1    | 2    | 3    | 4    | 5    | 6    | 7   | 8    | 9   | 10  | 11  | 12   | 13   | 14   | 15   | 16   | Puntos | Pos. |
| ----------- | ------------ | ----------- | ---- | --- | ---------------- | ---- | ---- | ---- | ---- | ---- | ---- | --- | ---- | --- | --- | --- | ---- | ---- | ---- | ---- | ---- | ------ | ---- |
| 1989        | ORE-1        | Ford DFR V8 | G    |     |                  | BRA  | SMR  | MON  | MEX  | USA  | CAN  | FRA | GBR  | GER | HUN | BEL | ITA  | POR  | ESP  | JPN  | AUS  | 6      | 10.º |
| 1989        | ORE-1        | Ford DFR V8 | G    | 36  | Stefan Johansson | DNPQ | DNPQ | DNPQ | Ret  | Ret  | DSQ  | 5   | DNPQ | Ret | Ret | 8   | DNPQ | 3    | DNPQ | DNPQ | DNPQ | 6      | 10.º |
| 1989        | ORE-1        | Ford DFR V8 | G    | 37  | Bertrand Gachot  | DNPQ | DNPQ | DNPQ | DNPQ | DNPQ | DNPQ | 13  | 12   | DNQ | Ret | Ret | Ret  |      |      |      |      | 6      | 10.º |
| 1989        | ORE-1        | Ford DFR V8 | G    | 37  | J. J. Lehto      |      |      |      |      |      |      |     |      |     |     |     |      | DNPQ | Ret  | DNPQ | Ret  | 6      | 10.º |
| 1990        | ORE-1 ORE-1B | Ford DFR V8 | G    |     |                  | USA  | BRA  | SMR  | MON  | CAN  | MEX  | FRA | GBR  | GER | HUN | BEL | ITA  | POR  | ESP  | JPN  | AUS  | 0      | NC   |
| 1990        | ORE-1 ORE-1B | Ford DFR V8 | G    | 35  | Stefan Johansson | DNQ  | DNQ  |      |      |      |      |     |      |     |     |     |      |      |      |      |      | 0      | NC   |
| 1990        | ORE-1 ORE-1B | Ford DFR V8 | G    | 35  | Gregor Foitek    |      |      | Ret  | 7    | Ret  | 15   | DNQ | DNQ  | Ret | DNQ |     |      |      |      |      |      | 0      | NC   |
| 1990        | ORE-1 ORE-1B | Ford DFR V8 | G    | 36  | J. J. Lehto      | DNQ  | DNQ  | 12   | Ret  | Ret  | Ret  | DNQ | DNQ  | NC  | DNQ |     |      |      |      |      |      | 0      | NC   |
| Referencia: |              |             |      |     |                  |      |      |      |      |      |      |     |      |     |     |     |      |      |      |      |      |        |      |